# Дихтер, Миша
Миша Дихтер (англ. Misha Dichter; род. 27 сентября 1945, Шанхай) — американский пианист.

## Карьера
Родился в еврейской семье, бежавшей с началом Второй мировой войны из Польши и оказавшейся в Китае. В двухлетнем возрасте вместе с семьёй оказался в США, вырос в Лос-Анджелесе. Учился у Оба Церко, изучал также композицию и теорию у Леонарда Стайна. Затем поступил в Джульярдскую школу в класс Розины Левиной. Таким образом, как утверждается, на манеру Дихтера оказали влияние как немецкая, так и русская пианистические школы. Будучи студентом, в 1966 г. принял участие в Третьем Международном конкурсе имени Чайковского в Москве и получил от жюри во главе с Эмилем Гилельсом вторую премию, уступив лишь Григорию Соколову.
Завоевав, благодаря успеху в Москве, известность и в США, в скором времени дебютировал с ведущими национальными оркестрами — Бостонским симфоническим под управлением Эриха Ляйнсдорфа и Нью-Йоркским филармоническим под управлением Леонарда Бернстайна, исполняя Первый концерт П. И. Чайковского. С 1968 г. много выступал в дуэте со своей женой Ципой Дихтер (урождённая Глазман, англ. Cipa Glazman Dichter; род. 1944), с которой познакомился в Джульярдской школе, куда та приехала учиться из Бразилии; семейный дуэт Дихтеров записал, в частности, полное собрание сочинений Вольфганга Амадея Моцарта для фортепиано в четыре руки. Для супругов Дихтер написан Концерт для двух фортепиано Роберта Штарера.
Сольные записи Миши Дихтера включают в себя произведения Бетховена, Листа, Брамса и др., оба фортепианных концерта Брамса с Оркестром Гевандхауса под управлением Курта Мазура, концерты Листа с Питсбургским симфоническим оркестром под управлением Андре Превина и «Рапсодию в стиле блюз» Джорджа Гершвина с Оркестром Филармония под управлением Невилла Марринера.